# Lijst van rijksmonumenten in Oranjewoud
Oranjewoud (It Oranjewâld) telt 43 inschrijvingen in het rijksmonumentenregister, hieronder een overzicht. 
| Object                                                                                   | Oorspronkelijke functie?             | Bouwjaar                                                     | Architect                                                        | Locatie                                                               | Coördinaten?                  | Nr.?   | Afbeelding                                                    |
| ---------------------------------------------------------------------------------------- | ------------------------------------ | ------------------------------------------------------------ | ---------------------------------------------------------------- | --------------------------------------------------------------------- | ----------------------------- | ------ | ------------------------------------------------------------- |
| Algemene begraafplaats, klokkenstoel                                                     | Vanwege onderdelen kerk              | 13e eeuw (klok)                                              |                                                                  | Marijkemuoi-wei, Brongerga                                            | 52° 57' 11" NB, 5° 58' 50" OL | 21177  | Meer afbeeldingen                                             |
| Princenhof, jagershuisje                                                                 | Dienstwoning                         |                                                              |                                                                  | Bieruma Oostingweg 5                                                  | 52° 56' 45" NB, 5° 58' 10" OL | 21189  | Upload foto                                                   |
| Oranjestein, tuinmanswoning, Zwitsers Huisje                                             | Dienstwoning                         | 1854                                                         | G. Brouwer                                                       | Bieruma Oostingweg 11                                                 | 52° 56' 51" NB, 5° 58' 38" OL | 21190  | Oranjestein, tuinmanswoning, Zwitsers Huisje                  |
| Klemburg, tuinmanswoning                                                                 | Dienstwoning                         | ca. 1795                                                     |                                                                  | Marijkemuoi-wei 7                                                     | 52° 57' 9" NB, 5° 58' 37" OL  | 21194  | Upload foto                                                   |
| Landgoed Oranjewoud, hoofdgebouw                                                         | Kasteel, buitenplaats                | 1829-'30 ca. 1845 (uitbr.) 1909 (uitbr.) 1953 (rest.)        | mog. A. Bruinsma                                                 | Lindelaan 1                                                           | 52° 57' 3" NB, 5° 58' 6" OL   | 454328 | Meer afbeeldingen                                             |
| Oranjewoud, tuin en park. De Overtuin                                                    | Tuin, park en plantsoen              | oorspr. 17e eeuw eind 18e eeuw (herinr.) 1830-1839 (herinr.) | P.W. Schonck (eind 18e eeuw) waarsch. L.P. Roodbaard (1830-1839) | bij Lindelaan 1                                                       | 52° 56' 51" NB, 5° 57' 59" OL | 454329 | Meer afbeeldingen                                             |
| Oranjewoud, koetshuis                                                                    | Bijgebouwen kastelen enz.            | 1829 1877 (uitbr.) 1947 (uitbr.)                             |                                                                  | bij Lindelaan 1                                                       | 52° 57' 3" NB, 5° 58' 6" OL   | 454330 | Upload foto                                                   |
| Oranjewoud, toegangshek op bakstenen brug                                                | Erfscheiding                         | eind 18e of begin 19e eeuw (brug) 1850-1900 (hek)            |                                                                  | bij Lindelaan 1                                                       | 52° 57' 3" NB, 5° 58' 6" OL   | 454331 | Meer afbeeldingen                                             |
| Oranjewoud, hek op bakstenen dam                                                         | Erfscheiding                         | eind 18e of begin 19e eeuw (dam) 1850-1900 (hek)             |                                                                  | bij Lindelaan 1                                                       | 52° 56' 53" NB, 5° 58' 7" OL  | 454332 | Oranjewoud 05 Oranjewoud, hek op bakstenen dam                |
| Oranjewoud, "Chinese toren"                                                              | Tuin, park en plantsoen              | late 19e eeuw                                                |                                                                  | bij Lindelaan 1                                                       | 52° 57' 3" NB, 5° 58' 6" OL   | 454333 | Meer afbeeldingen                                             |
| Oranjewoud, dubbele smeedijzeren balustrade van boogvormige brug                         | Tuin, park en plantsoen              | midden 19e eeuw                                              |                                                                  | bij Lindelaan 1                                                       | 52° 57' 3" NB, 5° 58' 6" OL   | 454334 | Upload foto                                                   |
| Oranjewoud, eendenhok                                                                    | Tuin, park en plantsoen              | midden 19e eeuw                                              |                                                                  | bij Lindelaan 1                                                       | 52° 57' 8" NB, 5° 57' 58" OL  | 454335 | Oranjewoud 08 Oranjewoud, eendenhok                           |
| Oranjewoud, stenen vaas                                                                  | Tuin, park en plantsoen              | 19e eeuw                                                     |                                                                  | bij Lindelaan 1                                                       | 52° 57' 3" NB, 5° 58' 6" OL   | 454336 | Upload foto                                                   |
| Oranjewoud, dierenbegraafplaats                                                          | Begraafplaats en -onderdl            | vroege 20e eeuw                                              |                                                                  | bij Lindelaan 1                                                       | 52° 57' 3" NB, 5° 58' 6" OL   | 454337 | Upload foto                                                   |
| Oranjewoud, tuinprieel                                                                   | Tuin, park en plantsoen              | ca. 1850                                                     |                                                                  | bij Lindelaan 1                                                       | 52° 56' 53" NB, 5° 58' 9" OL  | 454338 | Meer afbeeldingen                                             |
| Oranjewoud, bakstenen muur met druivenkas                                                | Tuin, park en plantsoen              | 18e of 19e eeuw                                              |                                                                  | bij Lindelaan 1                                                       | 52° 56' 53" NB, 5° 58' 9" OL  | 454339 | Meer afbeeldingen                                             |
| Oranjewoud, bakstenen muur met hek                                                       | Tuin, park en plantsoen              | 19e eeuw                                                     |                                                                  | bij Lindelaan 1                                                       | 52° 56' 53" NB, 5° 58' 9" OL  | 454340 | Meer afbeeldingen                                             |
| Oranjewoud, bakstenen muur                                                               | Tuin, park en plantsoen              | 19e eeuw                                                     |                                                                  | bij Lindelaan 1                                                       | 52° 56' 53" NB, 5° 58' 9" OL  | 454341 | Meer afbeeldingen                                             |
| Het Hoge Dak (voorm. landhuis Schoterland)                                               | Woonhuis                             | 1920 1992 (renov.)                                           |                                                                  | Kon. Julianaweg 45                                                    | 52° 56' 50" NB, 5° 56' 51" OL | 510498 | Meer afbeeldingen                                             |
| Algemene begraafplaats, grafkelder familie Van Limburg Stirum                            | Begraafplaats en -onderdl            | kort voor 1916                                               |                                                                  | Marijkemuoi-wei, Brongerga                                            | 52° 57' 11" NB, 5° 58' 50" OL | 510499 | Algemene begraafplaats, grafkelder familie Van Limburg Stirum |
| Princenhof, hoofdgebouw en koetshuis                                                     | Kasteel, buitenplaats                | 1906 1907 (uitbr.)                                           | verm. J.G. Brouwer (1906, 1907)                                  | Bieruma Oostingweg 1                                                  | 52° 56' 44" NB, 5° 58' 4" OL  | 510500 | Upload foto                                                   |
| Oranjewoud, dienstwoning                                                                 | Dienstwoning                         | 1917                                                         | J.G. Brouwer                                                     | Albertine Agnesweg 2                                                  | 52° 56' 57" NB, 5° 58' 2" OL  | 510502 | Upload foto                                                   |
| Klein Jagtlust, hoofdgebouw                                                              | Kasteel, buitenplaats                | 1856 1867 (verb.) 1876 (verb.)                               | J.I. Douma (1856, 1867, 1876)                                    | Kon. Julianaweg 73                                                    | 52° 56' 47" NB, 5° 57' 46" OL | 515212 | Meer afbeeldingen                                             |
| Klein Jagtlust, park en tuin                                                             | Tuin, park en plantsoen              | 19e eeuw                                                     |                                                                  | bij Kon. Julianaweg 73                                                | 52° 56' 50" NB, 5° 57' 44" OL | 515213 | Klein Jagtlust, park en tuin                                  |
| Klein Jagtlust, hek                                                                      | Tuin, park en plantsoen              | 1856                                                         |                                                                  | bij Kon. Julianaweg 73                                                | 52° 56' 50" NB, 5° 57' 44" OL | 515214 | Klein Jagtlust, hek                                           |
| Klein Jagtlust, tuinvaas                                                                 | Tuin, park en plantsoen              | 1937                                                         |                                                                  | bij Kon. Julianaweg 73                                                | 52° 56' 50" NB, 5° 57' 44" OL | 515215 | Klein Jagtlust, tuinvaas                                      |
| Klein Jagtlust, houten prieel                                                            | Tuin, park en plantsoen              | 1911                                                         |                                                                  | bij Kon. Julianaweg 73                                                | 52° 56' 50" NB, 5° 57' 44" OL | 515216 | Klein Jagtlust, houten prieel                                 |
| Klein Jagtlust, stenen koetshuis                                                         | Bijgebouwen kastelen enz.            | voor 1858                                                    |                                                                  | bij Kon. Julianaweg 73                                                | 52° 56' 47" NB, 5° 57' 46" OL | 515217 | Klein Jagtlust, stenen koetshuis                              |
| Klein Jagtlust, houten koetshuis                                                         | Bijgebouwen kastelen enz.            | voor 1876                                                    | J.I. Douma                                                       | bij Kon. Julianaweg 73                                                | 52° 56' 47" NB, 5° 57' 46" OL | 515218 | Klein Jagtlust, houten koetshuis                              |
| Klein Jagtlust, tuinmanswoning                                                           | Bijgebouwen kastelen enz.            | voor 1876                                                    | J.I. Douma                                                       | bij Kon. Julianaweg 73                                                | 52° 56' 47" NB, 5° 57' 46" OL | 515219 | Upload foto                                                   |
| Oranjestein, hoofdgebouw                                                                 | Kasteel, buitenplaats                | 1821-'22 1855-'56 (uitbr.) 1897 (uitbr./verb.)               | H.R. Stoett (1855-'56) H.H. Kramer (1897)                        | Van Limburg Stirumweg 2                                               | 52° 56' 51" NB, 5° 58' 38" OL | 519632 | Meer afbeeldingen                                             |
| Oranjestein, park                                                                        | Tuin, park en plantsoen              | 1820-'25 1842-'45 (uitbr.) 1872 (uitbr.)                     | L.P. Roodbaard                                                   | bij Van Limburg Stirumweg 2                                           | 52° 56' 57" NB, 5° 58' 31" OL | 519633 | Meer afbeeldingen                                             |
| Oranjestein, koetshuis met schuur                                                        | Bijgebouwen kastelen enz.            | 19e eeuw                                                     |                                                                  | Van Limburg Stirumweg 2a                                              | 52° 56' 51" NB, 5° 58' 38" OL | 519634 | Meer afbeeldingen                                             |
| Oranjestein, drie dienstwoningen: (a) Zwitsershuisje (b) dienstwoning (c) tuinmanswoning | Bijgebouwen kastelen enz.            | 1854 (a) 1869 (b) 1875 (c)                                   | G. Brouwer (a)                                                   | Bieruma Oostingweg 11 (a) Marijkemuoi-wei 4 (b) Marijkemuoi-wei 8 (c) | 52° 56' 51" NB, 5° 58' 38" OL | 519635 | Meer afbeeldingen                                             |
| Oranjestein, oranjerie                                                                   | Oranjestein, tuin, park en plantsoen | 1876                                                         | H.R. Stoett                                                      | bij Van Limburg Stirumweg 2                                           | 52° 56' 51" NB, 5° 58' 38" OL | 519636 | Meer afbeeldingen                                             |
| Oranjestein, kassen, kweekbakken en muren                                                | Tuin, park en plantsoen              |                                                              |                                                                  | bij Van Limburg Stirumweg 2                                           | 52° 56' 57" NB, 5° 58' 31" OL | 519637 | Meer afbeeldingen                                             |
| Oranjestein, drie priëlen, lattenbanken en vogelhuis                                     | Tuin, park en plantsoen              | 19e eeuw                                                     |                                                                  | bij Van Limburg Stirumweg 2                                           | 52° 56' 57" NB, 5° 58' 31" OL | 519638 | Meer afbeeldingen                                             |
| Oranjestein, hekken, dam en grindweg                                                     | Tuin, park en plantsoen              | 18e eeuw                                                     |                                                                  | bij Van Limburg Stirumweg 2                                           | 52° 56' 57" NB, 5° 58' 31" OL | 519639 | Meer afbeeldingen                                             |
| Oranjestein, bruggen en ijskelder                                                        | Tuin, park en plantsoen              | 19e eeuw                                                     |                                                                  | bij Van Limburg Stirumweg 2                                           | 52° 56' 57" NB, 5° 58' 31" OL | 519640 | Upload foto                                                   |
| Oranjestein, tuinsieraden                                                                | Tuin, park en plantsoen              | 18e en 19e eeuw                                              |                                                                  | bij Van Limburg Stirumweg 2                                           | 52° 56' 57" NB, 5° 58' 31" OL | 519641 | Upload foto                                                   |
| Belvédère of uitkijktoren                                                                | Tuin, park en plantsoen              | 1924                                                         |                                                                  | Berg v. Brongerga/Tj. Bos (bij)                                       | 52° 56' 59" NB, 5° 58' 47" OL | 510463 | Meer afbeeldingen                                             |
| Tjaarda's Bos/Belvédère: wandelpark                                                      | Tuin, park en plantsoen              | 1917-1924                                                    |                                                                  | Tjaarda's Bos (bij)                                                   | 52° 56' 54" NB, 5° 58' 51" OL | 510464 | Meer afbeeldingen                                             |
| Tjaarda's Bos/Belvédère: hekpijlers                                                      | Erfscheiding                         | 1907-1924                                                    |                                                                  | Tjaarda's Bos (bij)                                                   | 52° 56' 49" NB, 5° 58' 57" OL | 510465 | Tjaarda's Bos/Belvédère: hekpijlers                           |